# Hipposideros maggietaylorae
Hipposideros maggietaylorae är en fladdermusart som beskrevs av Smith och Hill 1981. Hipposideros maggietaylorae ingår i släktet Hipposideros och familjen rundbladnäsor. IUCN kategoriserar arten globalt som livskraftig. Inga underarter finns listade i Catalogue of Life. Wilson & Reeder (2005) skiljer mellan två underarter.
Arten förekommer på östra Nya Guinea och på Bismarckarkipelagen. Den lever i låglandet och i kulliga områden upp till 350 meter över havet. Habitatet utgörs av regnskogar, av skogar med hårdbladsväxter och av trädgårdar. Individerna vilar i grottor, i tunnlar, i gruvor eller i trädens håligheter. Vid större gömställen bildas kolonier med upp till 50 medlemmar. Hipposideros maggietaylorae jagar främst insekter.